# BMEzine
Body Modification Ezine (BME) é uma revista online devotada para a modificação corporal, reconhecida mundialmente por sua cobertura sobre as modificações corporais extremas e jogos corporais eróticos.

## História e conteúdo
O BME foi iniciado como um site hospedado na Internex Online em 6 de dezembro de 1994, por Shannon Larratt e foi o primeiro site de modificação corporal.
O BME foi expandido em 2000 com a adição do IAM.BMEzine, uma comunidade online que hospeda blogs especificamente para membros da comunidade de modificação corporal.
No final de 2005, o BME adicionou um site irmão de vídeo, BMEvideo, e um blog de modificação corporal, Modblog.BMEzine.com.
O site costuma publicar artigos fraudulentos todos os anos no Dia da Mentira.
Tanto Shannon quanto Rachel Larratt fizeram aparições no longa-metragem de Kevin Smith, Clerks II.
Em 14 de maio de 2008, Shannon Larratt postou no ModBlog que não seria mais funcionário da BME.
Em 15 de março de 2013, foi anunciado que Shannon Larratt havia morrido.

## Censura
O BME encontrou problemas na Alemanha, Inglaterra e é bloqueado em alguns outros países, por motivos como nudez, tortura e outros conteúdos adultos.